# Epitrimerus liroi
Epitrimerus liroi är en spindeldjursart som beskrevs av Roivainen 1947. Epitrimerus liroi ingår i släktet Epitrimerus, och familjen Eriophyidae. Arten är reproducerande i Sverige.